# Erredieffe
Le Erredieffe sono state un gruppo musicale rhythm and blues/soul italiano, attivo a cavallo fra gli anni 1990 e 2000.

## Storia
Il gruppo nasce a Roma come quartetto vocale femminile, il cui stile viene paragonato dalla critica a quello delle Spice Girls e delle All Saints.
Le Erredieffe iniziano la loro carriera musicale suonando in alcuni club di Roma. In uno di questi vengono notate da Carlo Albertoli, allora direttore artistico della V2 Records, nonché uno degli ideatori dell'etichetta discografica Vox Pop, da cui sono usciti artisti come: Afterhours, Mau Mau, Africa Unite, Casino Royale, Ritmo Tribale o Prozac+.
Nel 1999 si esibiscono come gruppo spalla di Claudio Baglioni e nello stesso anno vengono pubblicati i primi singoli del gruppo: Sole che sarai a maggio e L'ultimo dei DJ a novembre. Entrambi i singoli ottengono un discreto riscontro commerciale.
Il gruppo arriva al successo partecipando al Festival di Sanremo nell'anno 2000 con il brano Ognuno per sé, che si piazza al decimo posto nella sezione Giovani. Le loro coreografie durante le esibizioni erano curate da Luca Tommassini, collaboratore in passato di Madonna e Geri Halliwell.
Lo stesso anno esce anche l'album di debutto Harem B, del quale le componenti il gruppo hanno direttamente curato gli arrangiamenti vocali. Al disco hanno lavorato anche gli allora sconosciuti Zero Assoluto e quest'ultimo riesce ad entrare nelle classifiche di vendita dopo la partecipazione al festival. Nel 2001 viene pubblicato anche il singolo Honolulu Baby, colonna sonora dell'omonimo film.
Nel 2002, poco dopo l'abbandono di Tiziana Spagnulo, il gruppo si scioglie ufficialmente a causa di alcuni sperperi da parte dei dirigenti della V2. Dopo avere perso il contratto il gruppo prova più volte ad autoprodursi, ma senza successo.

## Formazione
- Francesca Brilli (nata a Roma il 3 maggio 1974)
- Alessandra Pompili (nata a Roma il 25 giugno 1977)
- Cinzia Raguso (nata a Portoferraio il 12 aprile 1975)
- Tiziana Spagnulo (nata a Taranto il 2 maggio 1972)

## Discografia

### Album
- 2000 – Harem B

### Singoli
- 1999 – Sole che sarai
- 1999 – L'ultimo dei DJ (1999)
- 2000 – Ognuno per sé
- 2001 – Honolulu Baby